# Scandale (film, 1950)
Pour les articles homonymes, voir Scandale (homonymie).
Pour plus de détails, voir Fiche technique et Distribution.
Scandale (醜聞, Shūbun) est un film japonais réalisé par Akira Kurosawa, sorti en 1950.

## Synopsis
Au cours d'une excursion à la montagne, un peintre, Ichiro Aoe, rencontre par hasard une jeune chanteuse à la mode, Miyako Saijo. Il propose de la ramener à moto à l’auberge car le car est parti. Après son bain, Aoe rend visite à la chanteuse dans sa chambre pour une conversation de politesse. Il lui montre par la fenêtre un paysage mais deux photographes d'un journal à scandales qui avaient suivi Miyako en profitent pour faire un cliché. Le journal en question (ironiquement intitulé " Amour") publie des photos du couple comme s'il s'agissait d'une "idylle secrète". Furieux du scandale créé, le peintre se rend au journal et frappe le rédacteur, ce qui entraine un autre article sur cette affaire. Aoe décide de poursuivre le journal en justice mais la chanteuse préfère éviter le procès. Un avocat, Hiruta propose ses services au peintre. Le lendemain, Aoe se rend chez l’avocat et fait la connaissance de sa jeune fille, Masako, atteinte de tuberculose. Il se prend de sympathie pour elle et accepte Hiruta pour le représenter. Mais l'avocat Hiruta, se laisse "acheter " par l'éditeur du journal pour payer les frais de maladie de sa fille Masako en acceptant un chèque. L’éditeur lui demande de faire traîner l’affaire en l’absence de plainte conjointe du peintre et de la chanteuse. Hiruta se rend chez son client pour lui dire que sans Miyako, le procès est compliqué. 
Aoe a le plaisir de lui présenter la chanteuse revenue sur sa décision et qui se joint à la plainte. Le procès a lieu et l’éditeur est furieux, menaçant Hiruta de faire le nécessaire pour faire échouer la plainte. Le soir de Noël, en rentrant chez lui, Hiruta trouve Aoe et Miyako Saijo. Celle-ci chante un chant de Noël pour la jeune fille malade. L’avocat, honteux, quitte le domicile, suivi du peintre. Hiruta prend conscience de sa vénalité, en buvant toute la nuit. Le procès a lieu. L’avocat des plaidants n’est pas à la hauteur, ne présentant aucun témoin et n’ayant aucune question. Les amis du peintre le sifflent et ses confrères souhaitent sa révocation du barreau. À l’inverse, l’avocat du journal a bien préparé le dossier. Masako est triste car elle comprend que son père n’est pas à la hauteur. Elle est en larmes mais Aoe a compris que son avocat ne cherche pas à défendre ses intérêts. Mais le peintre dit à la jeune fille et sa mère qu’Hiruta agit par faiblesse mais pas par méchanceté. Il dit à Masako qu’il gagnera son procès. 
Le lendemain, au tribunal, l’avocat de l’accusation n’agit toujours pas alors qu’il est interpellé par celui de l’éditeur. Le soir, Hiruta se rend chez son client pour annoncer une triste nouvelle. Masako est décédée après avoir crié « Aoe a gagné son procès ». Le jour du verdict, Aoe prend la parole déclarant qu’il n’a pas menti. Puis l’avocat de la défense parle, mettant en cause le travail de son confrère. Hiruta se décide à parler en demandant d’être entendu comme témoin. La cour accepte. Il montre alors le chèque de l’éditeur qui a voulu l’acheter. Cette preuve témoigne de sa malhonnêteté mais aussi de la culpabilité du journal. Le verdict sera en faveur du peintre et de la chanteuse.

## Fiche technique
- Titre : Scandale
- Titre original : 醜聞 (Shūbun?)
- Réalisation : Akira Kurosawa
- Scénario : Akira Kurosawa et Ryūzō Kikushima
- Photographie : Toshio Ubukata
- Musique : Fumio Hayasaka
- Société de production : Shōchiku
- Pays d'origine :  Japon
- Langue originale : japonais
- Format : noir et blanc - 1,37:1 - Mono - 35 mm
- Genre : drame
- Durée : 104 minutes[1] (métrage : 11 bobines - 2 860 m[1])
- Date de sortie :
  - Japon : 26 avril 1950[1]

## Distribution
- Toshirō Mifune : Ichirō Aoye
- Shirley Yamaguchi : Miyako Saijo
- Yōko Katsuragi : Masako Hiruta
- Noriko Sengoku : Sumie
- Eitarō Ozawa : Hori
- Takashi Shimura : avocat Hiruta
- Shin'ichi Himori : éditeur Asai
- Ichirō Shimizu : Arai
- Fumiko Okamura : mère de Miyako
- Masao Shimizu : juge
- Tanie Kitabayashi : Yasu Hiruta
- Sugisaku Aoyama : docteur Kataoka
- Kokuten Kodo : vieil homme
- Kichijirō Ueda : vieil homme
- Bokuzen Hidari : homme ivre